# Apas Zhumagulov
Apas Djoumagoulov (en cyrillique : Апас Джумагулов ou Апас Жумагулов) (19 septembre 1934-) est un  homme d'État kirghiz, premier ministre entre le 14 décembre 1993 et le 24 mars 1998.

## Biographie
Djoumagoulov sort diplômé de géologie et de minéralogie de l'Université d'État du pétrole et du gaz I.M. Goubkine, à Moscou. Il entreprend une carrière politique à partir de 1973, devenant secrétaire du comité central du parti communiste de la RSS de Kirghizie en 1979, puis président du conseil des ministres de la RSS de Kirghizie en 1986.
Lors du vote pour la désignation du premier président de la République de Kirghizie (pas encore indépendante) le 25 octobre 1990, Djoumagalov se présente ainsi que Absamat Masaliev. Aucun des deux candidats n'obtient la majorité des voix et le choix du président revient donc au Soviet suprême de la République qui nomme Askar Akaïev le 27 octobre 1990.
Le 14 décembre 1993, Djoumagoulov est nommé premier ministre du Kirghizstan par Askar Akaev, succédant à Almanbet Matoubraimov. Il démissionne de son poste de premier ministre le 24 mars 1998. Il laisse sa place à Joumabek Ibraimov. Djoumagoulov est le premier ministre kirghiz resté le plus longtemps en fonction. De 1998 à 2003 il est ambassadeur du Kirghizstan auprès de l'Allemagne à Berlin.